# Dicranomyia (Dicranomyia) sperata
Dicranomyia (Dicranomyia) sperata is een tweevleugelige uit de familie steltmuggen (Limoniidae). De soort komt voor in het Australaziatisch gebied.